# Euagorasz
Euagorasz (görög betűkkel: Εὐαγόρας, Kr. e. 435 – Szalamisz, Kr. e. 374) Szalamisz királya. Euagoraszról legtöbbet Iszokratész írásaiból tudunk, aki az ideális uralkodót látta a királyban és róla dicshimnuszokat is írt. Eszerint Euagórasz uralkodásának köszönhetően a görög szemlélet teret nyert a szigeten és a keleti-mediterráneumban is. Politikájáról megemlékezik ugyanakkor Antiszthenész is.

## Útja a trónig
Euagorasz a ciprusi Szalamiszban nevelkedett. Ifjúsága idején a város élén a Perzsa Birodalomhoz hűséges föníciai uralkodó, Abdémón állt. Az uralkodó ellen szervezkedők között volt Euagorasz is, aki hamar kilikiai száműzetésbe kényszerült. Ott azonban jó kapcsolatokat alakított ki az athéniakkal és támogatásukkal Kr. e. 411 körül visszatért, megtámadta és a helyiek támogatásával sikeresen megbuktatta Abdémónt. A helyiek szimpátiáját azzal nyerte el, hogy származását a város alapítójáig Teukroszig vezette vissza, a perzsa királyét pedig azzal, hogy továbbra is fizette az adót.

## Szövetség Athénnal és a Perzsa Birodalommal
Uralkodása során szoros kapcsolatokat ápolt – a számára a kezdetektől segítséget nyújtó – Athénnal és a támogatta annak Spárta elleni küzdelmeit: így például gabonát és rezet szállított az athéniaknak. Viszonzásul számíthatott az athéniak támogatására a – főként Perzsia ellen irányuló – küzdelmei során. Támogatásáért az athéniak a város díszpolgárává választották Kr. e. 410-ben. (Az esemény emlékét egy sztélé is megörökítette, aminek maradványait ma az athéni Akropolisz Múzeum őrzi.)
A spártaiak azonban megverték az athéniakat az aigoszpotamoi csatában. Euagorasz menedéket adott Konón athéni hadvezérnek és megmaradt hajóinak. Az athéniak ezúttal a Perzsa Birodalommal szövetkeztek és az egyesített perzsa-ciprusi-föníciai hajóhad – Konón vezetésével – Kr. e. 394-ben, Knídosznál legyőzte a spártai flottát. Athénban szobrot emeltek Konónnak és Euagorasznak, emellett a szalamiszi király díszpolgári címét újabb szavazással erősítették meg.

## Kísérlet Ciprus egyesítésére – háború a Perzsa Birodalom ellen
Euagorasz király első számú célja Ciprus egységes állammá formálása volt. Több kísérletet is tett a ciprusi városállamok önállóságának felszámolására, így például 398-ban és 391-ben. Második kísérletéhez már Athén támogatását is megszerezte, ám a föníciai többségű Amathusz, Kítion, és Szóli szembeszállt vele és perzsa segítséget kért függetlensége megőrzéséhez. Ez egy tíz éven át tartó (Kr. e. 390-380) háborúhoz vezetett az Euagorasz vezette erők és a perzsa birodalom között. A háború elején a király sikereket ért el. Elfoglalta Amathuszt (amit a nevét viselő amathuszi érmék bizonyítanak), és a sziget legfontosabb föníciai erősségét Kitiont is (ahol egy hozzá hű királyt ültetett a trónra).
A Spárta elleni háborúskodásban kimerült Athén ezúttal nem tudott Euagorasz segítségére lenni: pusztán egy kisebb hadat küldtek Khabriasz generális vezetésével, ám ezt is hazarendelték, miután Kr. e. 386-ban békét kötöttek a perzsákkal, aminek keretében elismerték a Perzsa Birodalom Ciprus feletti fennhatóságát. Euagorasz tehát magára maradt a Perzsa Birodalommal szemben, ami megszabadult legfőbb ellenségeitől.

## Szövetség Egyiptommal és az arab törzsekkel
A király azonban nem adta föl a kilátástalan helyzetben sem: új területeken, új szövetségeseket keresett és talált az egyiptomi fáraó, Hakórisz személyében és az arab törzsekben. Az új szövetség élén, Kr. e. 382-ben elfoglalta a perzsák oldalán álló föníciaiak erősségét Türoszt, ám súlyos tengeri vereséget szenvedett Kitionnál. A fáraó a vereség miatt súlyos nehézségekkel szembesült birodalmából és elhagyta szövetségesét. Euagorasz küzdelme így kilátástalanná vált.

## Bukása és halála
Visszavonult Szalamisz falai közé és kénytelen volt elismerni II. Artakhsaszjá perzsa királyt hűbérurának. Bukása azonban nem jelentett totális behódolást. Ezt jól mutatja, hogy noha Artakhsaszjá azt követelte, hogy a békét „rabszolgaként” írja alá, Euagorasz nem így, hanem mint „Szalamisz királya” tett eleget a parancsnak. Trónját haláláig megtartotta, ám végül saját álmának áldozata lett: a hosszú háborúskodás kimerítette és adósságokba sodorta Szalamisz városát és a királyt Kr. e. 374-ben meggyilkolták. Arisztotelész szerint a királyt egy herélt szolgája ölte meg bosszúból, mivel a király fia elcsábította feleségét. A trónon fia, Nikoklész követte.